# E (латиница)
E, e — пятая буква базового латинского алфавита.
В латинском алфавите называется «э». Такое же или примерно такое же название эта буква имеет в немецком, французском, итальянском, испанском и многих других языках. В английском алфавите эта буква называется [iː].
Буква E является наиболее часто используемой буквой в английском, французском, немецком, испанском, итальянском, шведском языках.
 В адыгейском латинском алфавите 1918 года у буквы была заглавная форма .
Во вьетнамской письменности буква e означает звук [ɛ], а для обозначения звука [e] используется буква ê.
В литовской письменности буква e означает звук [æ], тогда как для обозначения звука [e] используется буква ė.

## История
| A28 |

| A28 |

## Научное использование
- Заглавная E часто используется для обозначения энергии, что наиболее известно благодаря формуле «E=mc²», выведенной Альбертом Эйнштейном.
- Строчная e — основание натурального логарифма.

## Использование
- В географии и синоптике буквой Е обозначается восток (англ. east).
- В музыке:
  - E — буквенное название пятого тона нашей основной гаммы[8].
  - E — название ноты Ми[9], по буквенной системе[10].
  - Е — название первой струны или квинты на скрипке и нижней струны на контрабасе[9].
- Среди Флагов международного свода сигналов означает «Изменяю курс вправо».
- На топливомере в автомобилях буква Е указывает на отсутствие топлива в бензобаке (англ. empty).

## Коды
Коды:
- В ASCII E — 69, e — 101; или соответственно в бинарном представлении 01000101 и 01100101.
- В международном радиообмене E озвучивается как Echo [ˈɛkəʊ] или [ˈɛxəʊ] («эхо»).